# Tess (film)
Pour les articles homonymes, voir Tess.
Pour plus de détails, voir Fiche technique et Distribution.
Tess est un film franco-britannique de Roman Polanski, sorti en 1979. C'est une des adaptations du roman Tess d'Urberville de Thomas Hardy.

## Synopsis
Dans le Dorset rural durant l'ère victorienne, le pasteur Tringham, un historien local, déclare à un paysan de la région, John Durbeyfield, qu'il a découvert lors de ses recherches que les Durbeyfields descendaient des D'Urberville, une famille de haut lignage qui datait de l'époque de Guillaume le Conquérant. Cette famille avait perdu par la suite ses terres et sa fortune.
Obnubilé par l'idée d'obtenir de l'argent grâce à cette noblesse perdue, Durbeyfield envoie sa fille Tess rencontrer une famille D'Urberville, qui habite un joli manoir proche. Alec D'Urberville, charmé par la beauté de sa « délicieuse cousine », accepte de l'employer pour s'occuper des poules de sa mère. Alec tombe bientôt amoureux de Tess, tente de la séduire et finit par la violer. Découvrant qu'elle est enceinte, Tess retourne chez ses parents où elle donne naissance à un bébé qui meurt peu de temps après. Quand Tess va voir le pasteur pour lui demander d'être présent pour l'enterrement du bébé, le pasteur refuse, car Durbeyfield avait refusé qu'il baptise ce bébé, né hors mariage. Le pasteur, bien qu'il comprenne sa situation, ne veut pas, pour ne pas choquer ses fidèles, assister à l'enterrement d'un bébé non baptisé. Tess, bouleversée par tant de froideur, jure au pasteur qu'elle ne se rendra plus à l'église et se résout, seule, une nuit, à enterrer son bébé dans un champ avec une petite croix de fortune.
Plus tard, Tess trouve un emploi dans une ferme laitière où elle rencontre son véritable amour : un fils de pasteur nommé Angel Clare qui apprend à devenir fermier. Ce dernier, croyant que Tess est une paysanne complètement innocente, tombe également amoureux d'elle. Il lui propose de l'épouser, mais elle se refuse dans un premier temps, car elle veut lui parler d'abord de son passé, mais ne parvient pas à le faire par crainte de sa réaction. Elle décide de lui écrire une lettre qu'elle glisse sous sa porte et attend sa réaction. Quand Angel sort le lendemain matin, il lui déclare à quel point il est bien avec elle sans faire allusion à la lettre. Quelques jours plus tard, elle découvre que la lettre qu'elle avait glissée sous la porte s'est retrouvée sous le tapis. Angel n'a donc jamais eu connaissance du contenu de la lettre. Trop heureuse de son bonheur avec lui et étant certaine que c'est l'homme de sa vie, elle ne lui en parle plus jusqu'à la nuit de noces. Lors de cette nuit, Tess lui confie enfin son terrible secret, qu'elle a déjà eu un amant qui a abusé d'elle et un bébé qui est mort peu après. Accablé, Angel quitte Tess et part pour le Brésil.
Pendant son absence, Tess, qui effectue des travaux pénibles dans les champs pour subvenir à ses besoins, rencontre de nouveau Alec D'Urberville, qui a pris connaissance de sa triste condition, mais elle refuse son aide car il est la cause de tous ses malheurs et dit du mal de son mari, ce qui la met hors d'elle. Cependant, après la mort de son père, sa famille, dans la misère, se voit chassée de sa propre maison. Tess se résout donc à renouer avec Alec et devient sa maîtresse.
Quelques années plus tard, Angel Clare revient en Angleterre, malade et pris par le remords d'avoir abandonné sa femme et de n'avoir jamais répondu à ses lettres. Il se met à sa recherche et la retrouve grâce à la mère de Tess, dans une maison au bord de la mer où elle a emménagé avec Alec. Quand il arrive, Tess lui dit de partir, car il est trop tard et il lui a fait trop de mal par son silence. Mais après son départ, elle remonte dans la chambre en pleurs. Survient Alec qui s'avère n'être plus l'homme qui, jadis, se voulait attentionné, mais devenu méprisant et lui parlant sans égard. Elle le poignarde et va retrouver Angel à la gare où elle lui avoue son meurtre et lui confie qu'elle risque d'être pendue, mais semble résignée. Angel lui propose de fuir à l'étranger. Au cours de leur fuite, ils se réfugient dans une maison qu'ils pensent inhabitée et consomment leur mariage dans une chambre. Obligés de fuir à l'arrivée de la propriétaire, ils se retrouvent à Stonehenge où ils passent la nuit. Lorsque Tess se réveille et voit les gendarmes, elle déclare à Angel qu'elle se sent prête. Résignés, Tess et Angel s'en vont entre deux gendarmes. L'on apprend grâce à un carton que Tess D'Urberville a été pendue à Wintoncester, ancienne capitale du Wessex (Winchester est rebaptisé Wintoncester dans le roman de Hardy, Tess d'Urberville).

## Fiche technique
Sauf indication contraire, les informations mentionnées dans cette section peuvent être confirmées par la base de données cinématographiques Unifrance,  présente dans la section « Liens externes ».
- Titre original : Tess
- Réalisation : Roman Polanski
- Scénario : Gérard Brach, John Brownjohn, Roman Polanski, d'après le roman Tess d'Urberville de Thomas Hardy
- Assistant réalisateur : Romain Goupil, Thierry Chabert
- Décors : Pierre Guffroy, Jack Stephens
- Ensemblier : Pierre Lefait
- Costumes : Anthony Powell
- Photographie : Ghislain Cloquet, Geoffrey Unsworth
- Montage :  Alastair McIntyre et Tom Priestley (montage 1979) ; Hervé de Luze (montage 1980)
- Musique : Philippe Sarde
- Production : Claude Berri, Timothy Burrill (coproducteur), Jean-Pierre Rassam (producteur associé), Pierre Grunstein (producteur exécutif)
- Sociétés de production : Renn Productions, Timothy Burrill Productions, avec la participation de la Société française de production
- Sociétés de distribution : AMLF (France), Columbia Pictures (États-Unis)
- Budget : 11 000 000 $
- Pays de production :  France /  Royaume-Uni
- Langue de tournage : anglais
- Format : Couleurs - 35 mm - 2.35:1 Panavision  Dolby System (pour les copies 70 mm)
- Genre : Drame
- Durée : 186 minutes
- Dates de sortie :
  - France : 31 octobre 1979
  - États-Unis : 12 décembre 1980
- Affiche : René Ferracci (France)

## Distribution
- Nastassja Kinski (VF : Pascale Rocard) : Tess Durbeyfield
- Peter Firth (VF : Pascal Greggory) : Angel Clare
- Leigh Lawson (en) (VF : Claude Giraud) : Alec d'Urberville, le « cousin » de Tess
- John Collin (en) (VF : Henri Poirier) : John Durbeyfield, le père de Tess
- Rosemary Martin (en) (VF : Françoise Fleury) : Joan Durbeyfield, la mère de Tess
- Sylvia Coleridge (en) : Mme d'Urberville
- Richard Pearson (VF : Teddy Bilis) : le vicaire de Marlott
- David Markham : le révérend Clare, père d'Angel
- Pascale de Boysson : Mme Clare, mère d'Angel
- Arielle Dombasle (VF : elle-même) : Mercy Chant
- Carolyn Pickles : Marian
- Suzanna Hamilton : Izz Huett
- Caroline Embling : Retty
- Fred Bryant : Crick, le laitier
- Dicken Ashworth (en) : Groby, le fermier
- Maryline Even : la jeune fermière
- Tony Church (en) : le pasteur Tringham
- Jacques Mathou : un moissonneur
- John Moore : un facteur

## Production

### Genèse du projet
Polanski conçut le film en mémoire de sa femme, Sharon Tate, qui, avant de partir à Los Angeles où elle devait accoucher, lui avait laissé à Londres un exemplaire du livre de Thomas Hardy, avec une note disant que cela ferait un bon film. Quelques mois plus tard, elle est assassinée avec l'enfant qu'elle porte et quatre amis, par des membres de la communauté appelée « La Famille » dirigée par Charles Manson. Le film lui est dédié, avec la mention « To Sharon » au début du film,.
Quand le cinéaste revient en France, il en parle au producteur Claude Berri, qui est enthousiasmé par le projet. Polanski trouve dans l'œuvre de Thomas Hardy des thèmes intéressants, tels que le destin bouleversé par des rencontres anodines (celle du pasteur Tringham au début du film), l'amour et la cruauté des hommes.

### Tournage
Roman Polanski est à cette époque accusé de viol sur mineur aux États-Unis et menacé d'extradition depuis l'Angleterre. Ainsi, bien que le film se déroule en Angleterre, il est tourné en France : principalement en Normandie, dans les paysages du cap de la Hague dans la Manche (au Manoir du Tourp, à Omonville-la-Rogue, Éculleville, Sainte-Croix-Hague, Le Vast, Bricquebec et Saint-Jacques-de-Néhou), à Hermanville sur mer dans le Calvados (villa du front de mer "Les Tamaris "), ainsi qu'en Bretagne,  à Locronan (Finistère) et au Leslay (Côtes-d'Armor) pour ce qui est du manoir, le château de Beaumanoir, ainsi qu'au château d'Hardelot dans le Pas-de-Calais.
Le site mégalithique de Stonehenge est reconstitué à Morienval, village situé dans l'Oise.
Le tournage est également marqué par la mort du directeur de la photographie britannique Geoffrey Unsworth après trois semaines de tournage. Il est remplacé par le Belge Ghislain Cloquet.
Tess est le premier film français à utiliser la technologie Dolby Stéréo, ce qui provoqua plusieurs difficultés pour le mixage sonore.
C'était le film le plus cher du cinéma français lors de sa sortie, avec 11 millions de dollars, soit plus de 50 millions de francs. La production a requis 40 lieux différents de tournage, certains exigeant une saison précise, ce qui explique les neuf mois nécessaires. Claude Berri dut hypothéquer plusieurs biens pour financer le film.

### Montage
Le montage de l'œuvre prit toute une année, plus que le tournage déjà considéré comme ambitieux. Il fut assuré par Alastair McIntyre et Tom Priestley qui avaient déjà collaboré avec Polanski. Le film devait durer 3h40 mais un conflit éclata entre Berri et Polanski, le producteur voulant amputer le film de 30 minutes pour faciliter son exploitation, Polanski refusait des coupes et avait beaucoup de mal à trouver un montage adéquat. Finalement, c'est Hervé de Luze qui acheva le montage, même s'il n'est pas crédité. La durée du film a été réduite à 160 minutes pour son exploitation américaine.

### Sortie
Le film ne sortit pas à la fin de l'année 1979 aux États-Unis, faute de distributeur, par crainte de sa longue durée. Une autre solution avait pourtant émergé : Francis Ford Coppola distribuerait et remonterait le film avec sa société American Zoetrope. Une nouvelle version du montage se basant sur ses recommandations est faite par Sam O'Steen, mais les divergences sont nombreuses et le projet n'aboutit pas.
Contre toute attente, Columbia proposa de distribuer le film en Amérique, un an après sa sortie, fin 1980. La société connaissait la difficulté d'exploitation liée à la longueur du film, mais comptait sur le bouche à oreille autour des récompenses du film et, en le sortant à la fin de l'année, espérait en faire un sérieux prétendant pour les Oscars.
Roman Polanski, épuisé par la postproduction du film, faillit arrêter le cinéma et ne tourna plus de film jusqu'à Pirates en 1986.

#### Restauration
Le film est restauré en 2K et 4K. Il est projeté à Cannes Classics lors du Festival de Cannes 2012.

## Accueil

### Accueil du public
Le film fit 2 millions d'entrées en France, ce qui était bien mais insuffisant pour amortir le coût de production, les recettes internationales et surtout américaines étant requises.

### Accueil de la critique
Le film reçut un très bon accueil. C'est l'une des rares histoires d'amour traitées par le réalisateur (la seule selon lui), et l'une de ses œuvres les plus acclamées,.

## Distinctions

### Récompenses
- 5e cérémonie des César :
  - César du meilleur film – Claude Berri et Roman Polanski
  - César du meilleur réalisateur – Roman Polanski
  - César de la meilleure photographie – Ghislain Cloquet
- 53e cérémonie des Oscars :
  - Oscar de la meilleure photographie – Ghislain Cloquet et Geoffrey Unsworth
  - Oscar de la meilleure direction artistique – Pierre Guffroy et Jack Stephens
  - Oscar des meilleurs costumes – Anthony Powell
- 38e cérémonie des Golden Globes : Golden Globe du meilleur film étranger

### Nominations
- 5e cérémonie des César :
  - César de la meilleure actrice – Nastassja Kinski
  - César des meilleurs décors – Pierre Guffroy et Jack Stephens
  - César de la meilleure musique écrite pour un film – Philippe Sarde
- 53e cérémonie des Oscars :
  - Oscar du meilleur film – Claude Berri et Timothy Burrill
  - Oscar du meilleur réalisateur – Roman Polanski
  - Oscar de la meilleure musique de film – Philippe Sarde
- 38e cérémonie des Golden Globes :
  - Golden Globe du meilleur réalisateur – Roman Polanski
  - Golden Globe de la meilleure actrice dans un film dramatique – Nastassja Kinski

### Article annexe
- Tess of the D'Urbervilles